# Differentiell association
Differentiell association (alt. särskiljande tillhörighet, varierande anknytning och olikartad relation) är en teori som används inom kriminologi som publicerades första gången 1939 i boken Principles of Criminology av den amerikanska sociologen Edwin Sutherland. Teorin menar att genom social interaktion med andra lär sig individer värderingar, attityder, tekniker och motiv för kriminellt beteende. Differentiell association säger att kriminellt beteende är inlärt och inordnas därför vanligen i kategorierna sociologiska teorier och inlärningsteorier.

## Socialisering
Differentiella associationer syftar till de olika relationer som en individ har till andra. Relationerna varierar i frekvens, varaktighet, prioriteringar och intensitet och hur de påverkar individens synsätt på kriminellt beteende.
Teorin om differentiell association avser en socialiseringsprocess där individen blir brottsling genom inlärning i sin sociala förbindelse (association) med andra personer som redan praktiserar och föredrar ett kriminellt beteende. Den brottsliga socialiseringen sker i stort sett isolerat (differentierat) från konforma individer; de individer som föredrar ett lagligt beteende. Det handlar om samma process som vid all annan inlärning, vilket gör förvärvet av kriminell kunskap inte mer märkvärdig eller unik än inlärningen av andra (laglydiga) beteenden.

## Antaganden om brottslighet och inlärning
I teorin om differentiella associationer är idén om att inlärningen sker i samspelet mellan individer och grupper central. Genom kommunikationen av symboler, idéer och definitioner skapas anknytningar och beteenden. Tanken är att ifall en individ bedömer idéerna och symbolerna för avvikelse som mer gynnsamma än ogynsamma tenderar individen att inta en positiv inställning till dessa avvikande beteenden. Som resultat blir individen mer receptiv för dessa beteenden.
Teorin kan sammanfattas i nio punkter:
1. Brottslighet är inlärt.
2. Inlärningen sker genom socialt umgänge i en kommunikationsprocess.
3. Inlärningen sker till största del inom grupper med nära och personliga relationer.
4. När inlärningen av det kriminella beteendet sker inkluderas inlärning av:
  - Tekniker för genomförandet av brott, vilka ibland är svåra att genomföra.
  - Specifika motiv till den aktuella brottsligheten, drivkrafter, rationaliseringar och attityder.
5. De specifika motiven och drivkrafterna lärs in från definitioner av lagar som fördelaktiga respektive ofördelaktiga.
6. En person blir lagöverträdare när definitionerna för ett brottsligt beteende (prokriminellt) blir starkare än definitionerna för ett konformt beteende (antikriminellt).
7. Den differentiell association kan variera i frekvens, varaktighet, prioriteringar och intensitet.
8. Den process som leder till inlärning av kriminellt beteende genom anknytningen till kriminella och konforma individer involverar alla mekanismer som finns vid all form av inlärning.
9. Eftersom kriminellt beteende är ett uttryck för generella behov och värderingar kan dessa inte förklaras av dem då icke-kriminellt beteende är ett uttryck för samma värderingar och behov.

### Källförteckning
- Sarnecki, J. (2003). Introduktion till kriminologi
- Edwin Sutherland & the Michael-Adler Report: Searching for the Soul of Criminology
- Learning Theories of Crime